# Grothendieck-categorie
In de homologische algebra en de categorietheorie, deelgebieden van de wiskunde, is een Grothendieck-categorie een bepaalde vorm van een abelse categorie, die in 1957 door Alexander Grothendieck werd geïntroduceerd om op een uniforme manier de machinerie van de homologische algebra voor modulen en voor schoven te ontwikkelen.
Aan elke algebraïsche variëteit {\displaystyle V} kan men een Grothendieck-categorie {\displaystyle \operatorname {Qcoh} (V)} associëren, bestaande uit de quasi-coherente schoven op {\displaystyle V}. Deze categorie bevat alle relevante meetkundige informatie over {\displaystyle V}, en {\displaystyle V} kan hersteld worden uit {\displaystyle \operatorname {Qcoh} (V)}. Dit is de Gabriel-Rosenberg reconstructiestelling. Dit voorbeeld geeft aanleiding tot een benadering van niet-commutatieve algebraïsche meetkunde: de studie van "niet-commutatieve variëteiten" is dan niets anders dan de studie van (bepaalde) Grothendieck-categorieën.

## Voetnoten
1. ↑   Grothendieck, A., Sur quelques points d’algèbre homologique 119–221 (1957). . Engelse vertaling[dode link].